# Troskač
Troskač (en serbe cyrillique : Троскач) est un village de Serbie situé dans la municipalité de Surdulica, district de Pčinja. Au recensement de 2011, il ne comptait aucun habitant.

## Démographie
| 1948 | 1953 | 1961 | 1971 | 1981 | 1991 | 2002 | 2011 |
| ---- | ---- | ---- | ---- | ---- | ---- | ---- | ---- |
| 430  | 137  | 115  | 108  | 64   | 36   | 6    | 0    |

|  |